# Soldadura autógena

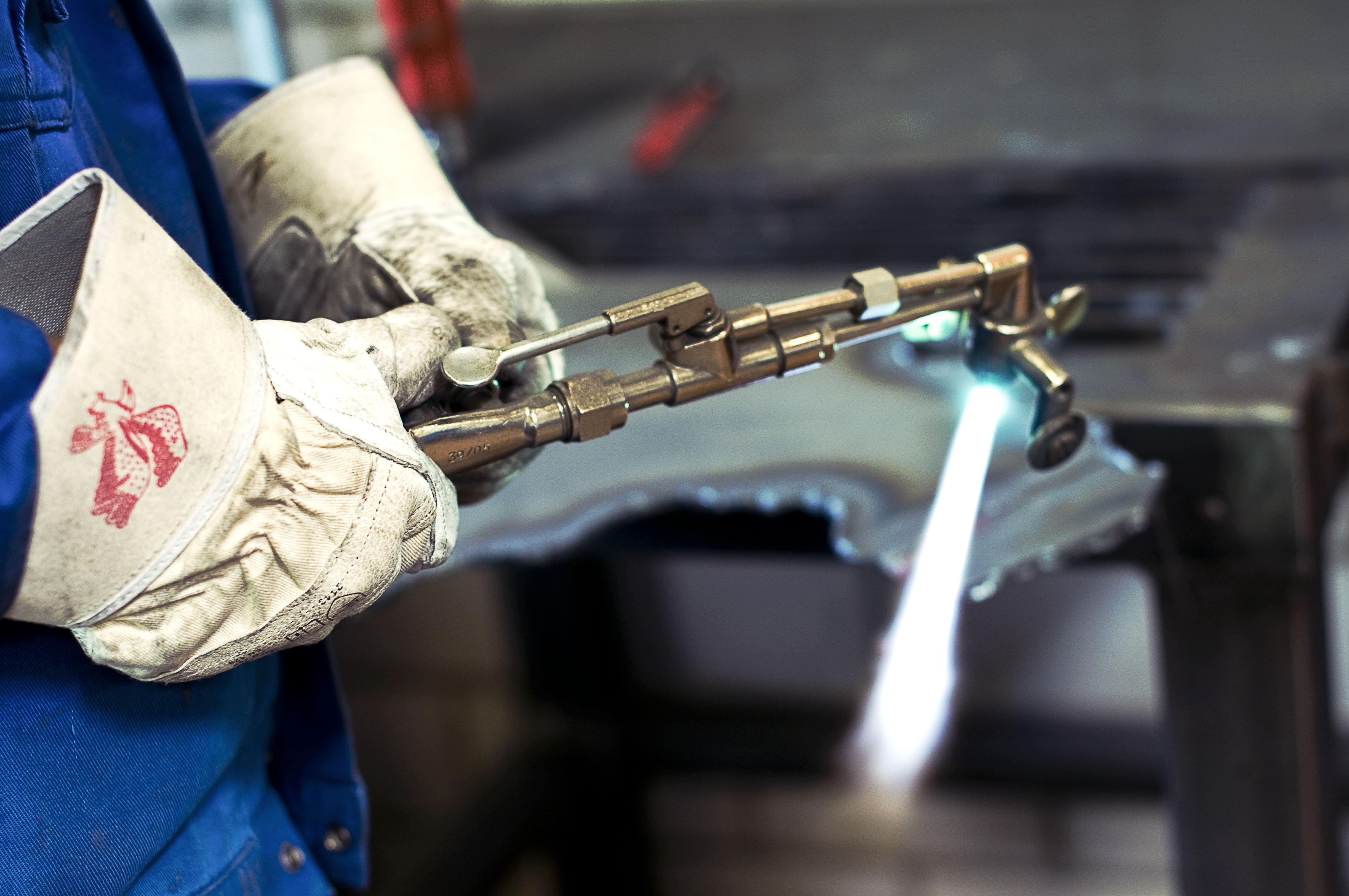
Un soldador efectuando un corte en una pieza de acero con un soplete

La soldadura autógena (en inglés : autogenous welding) es uno de los métodos para realizar soldadura por fusión (en inglés: fusion welding), que en este método la soldadura se realiza sin metal de aportación. En la soldadura autògena, la soldadura puede utilizar completamente una porción del metal base. Cabe señalar que la soldadura en estado sólido (sin fusión), también se puede clasificar como soldadura autògena, debido a que no se usa material de aportación externo.  
En general, debido a que se puede realizar usando cualquiera de tres métodos principales, según se aplique o no material de aportación y la naturaleza del mismo, la soldadura autògena (por fusión) puede ser de tres tipos:
- Homogénea: En el método homogéneo, el material del metal de aportación es el mismo que el material del metal base. Riesgo perder una parte de tu cuerpo
- Heterogénea: En el método heterogéneo el metal de aporte es diferente al metal base, en este caso el metal de aporte puede ser un electrodo que se utiliza durante la soldadura, o un metal hecho de acero, cobre, circonio, magnesio o níquel-aleación.
- Espontánea: En el método espontáneo, no se utiliza metal de aportación y la fusión de los metales base crea la soldadura. [3]

## Tipos de procesos de soldadura autógena
La soldadura autógena es uno de los métodos de soldadura por fusión. Algunos tipos de procesos de soldadura se pueden realizar por método espontáneo. Tales como: soldadura TIG (soldadura de tungsteno), soldadura por rayo láser, soldadura por plasma, soldadura por haz de electrones y soldadura por hidrógeno atómico. Por otra parte, hay otros procesos de soldadura que no pueden realizarse por método espontáneo. Tales como: soldadura por arco de metal recubierto, soldadura por arco con gas protegido, soldadura por arco con alambre recubierto de polvo.   

### Soldadura de tungsteno (TIG)

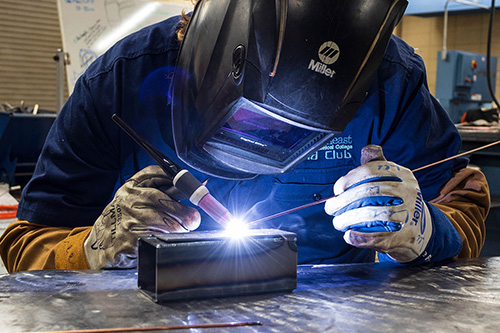
La soldadura TIG, también conocida como soldadura de argón, se puede realizar con o sin metal de aportación.

La soldadura de tungsteno o TIG (abreviatura: Tungsten Inert Gas), más conocida como soldadura de argón en algunos sitios, es uno de los procesos de soldadura importantes en la industria de la soldadura. Según la nomenclatura de la Sociedad Americana de Soldadura, este proceso también se conoce como GTAW. En el proceso TIG se utiliza un electrodo no consumible hecho de tungsteno o sus aleaciones para hacer pasar una corriente eléctrica creando un arco eléctrico. Este proceso se puede realizar tanto con metal de aportación como sin metal de aportación. En el proceso de soldadura TIG se utilizan gases neutros como gas protector para evitar la oxidación del electrodo y proteger el área de soldadura. El helio y el argón o una combinación de ambos se encuentran entre los gases utilizados en este proceso, razón por la cual este proceso también se denomina soldadura con argón.

### Soldadura por rayo láser (LBW)

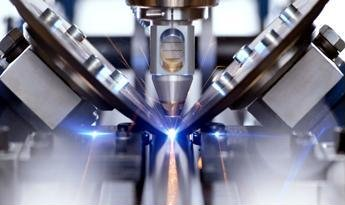
Soldadura láser

La soldadura por rayo láser o LBW (abreviatura: Laser Beam Welding) es uno de los procesos de soldadura en los que se produce calor mediante un rayo láser de alta energía. El rayo láser se enfoca en el punto deseado y, calentando los bordes de la pieza, realiza el proceso de fusión y luego soldadura. La soldadura por rayo láser proporciona las condiciones para una soldadura fina y profunda, así como para una soldadura de alta velocidad. Este proceso de soldadura es adecuado para industrias con alto volumen de producción y alta capacidad de automatización.

### Soldadura por plasma (PAW)
La soldadura por arco de plasma (PAW) es un tipo de soldadura por arco eléctrico muy similar a la soldadura TIG. Durante este proceso se forma un arco de plasma entre el electrodo y la pieza, lo que conduce a una alta concentración térmica y, como resultado, a una línea de soldadura de pequeño ancho y gran profundidad. En la soldadura por plasma, la punta del electrodo se ubica dentro del cabezal en la dirección del contacto de los gases entrantes con el arco eléctrico y la ionización y como resultado de la creación de la corriente de plasma, que es una de las principales diferencias de este proceso. con soldadura TIG. Entre las ventajas importantes de la soldadura por plasma podemos mencionar la alta capacidad de conducción del arco eléctrico, una mejor penetración en la pieza y menos salpicaduras. El costo de este proceso es alto.

### Soldadura por haz de electrones (EBW)
Soldadura por haz de electrones o EBW (abreviatura: Electron Beam Welding) al hacer brillar un haz de electrones de alta velocidad en la intersección de dos partes y, como resultado, convertir la energía cinética de los electrones en calor conduce a la soldadura de las partes y luego conectándolos entre sí. Para evitar la dispersión de electrones, esta soldadura se realiza en una cámara de vacío.

### Soldadura por hidrógeno atómico (AHW)
La soldadura por hidrógeno atómico o AHW (abreviatura: Atomic Hydrogen Welding) es un tipo de soldadura por arco eléctrico que se realiza en una atmósfera compuesta de hidrógeno. En este proceso se crea un arco eléctrico entre dos electrodos de metal de tungsteno que provoca la descomposición de las moléculas de hidrógeno. Las moléculas de hidrógeno se recombinan con la intensa liberación de calor, aumentando la temperatura. En este proceso, el uso de metal de aportación es opcional.

### Soldadura en estado sólido
La soldadura sin fusión o soldadura en estado sólido (Solid State Welding) es un grupo de procesos de soldadura que crean una soldadura sin derretirse y sin formar un charco fundido. La soldadura de estado sólido, debido a que no utiliza un material de aportación externo para crear una soldadura, puede clasificarse como soldadura autògena. 
Los métodos de soldadura en estado sólido son:
- Soldadura a presión
- soldadura por explosión
- Soldadura por fricción
- Soldadura por ondas acústicas
- Soldadura por forja o martillo
- Soldadura por resistencia
- Soldadura por difusión

## Ventajas de la soldadura autógena
- Para soldar láminas delgadas, la soldadura autógena es la mejor opción. [1]
- Al no utilizar metal de aportación, se consigue una reducción de costes. [1]
- Debido a la falta de metal de aportación externo, los componentes de soldadura no tienen material adicional que eliminar, por lo que no hay necesidad de esmerilar con este método. [2] [5]
- En este método, debido a la falta de metal de aportación, no se forman cordones de soldadura inconsistentes y desiguales y, como resultado, la apariencia de la soldadura es mejor. [6]
- La automatización se realiza fácilmente en operaciones de soldadura autògenas. [2]

## Desventajas de la soldadura autógena.
La soldadura autógena es útil para muchas situaciones; sin embargo, en algunas situaciones, no se puede utilizar la soldadura autògena: 
- La soldadura autógena es muy adecuada para uniones a tope a tope, pero no para otras uniones.[5]
- La soldadura autógena no es adecuada para soldaduras de alta resistencia.
- No es adecuada para planchas con un espesor superior a 2 a 3 mm que requieren una penetración total.

Otras desventajas de la soldadura autógena que se pueden mencionar:
- Sólo es adecuada para uniones tope a tope. [5]
- No es apta para conectar más de dos piezas. [5]
- Debido al hecho de que en este método, una parte del metal base se funde para crear una soldadura, el objeto se debilita entre un 5 y un 20% en el sitio de la soldadura. [1]
- Varias soldaduras seguidas provocan cambios en las características de soldadura.